# Свилен
Свилен е българско име. Произлиза от свила (коприна), тоест копринен.
Пожелателно име за физическа красота и здраве. Името Свилен носи със себе си талант, отзивчивост, голям потенциал, приключенски дух и упоритост. Хората, носещи това име са смятани за едни от най-усърдно работещите и отдадени на професията си. Известни са с наклонностите си да поправят останалите и да смятат, че винаги са прави. Обичливи.